# Ronald Merriott
Ronald Merriott (n. 24 mai 1960, Rockford, Illinois, SUA) este un săritor în apă ce a reprezentat Statele Unite ale Americii, medaliat olimpic. A participat la o ediție a Jocurilor Olimpice (1984) în care a câștigat o medalie de bronz.

## Participări
Lista de mai jos prezintă principalele competiții la care a participat Ronald Merriott de-a lungul carierei.
- diving at the 1984 Summer Olympics – men's 3 metre springboard[*]